# Elizabeth Cushier

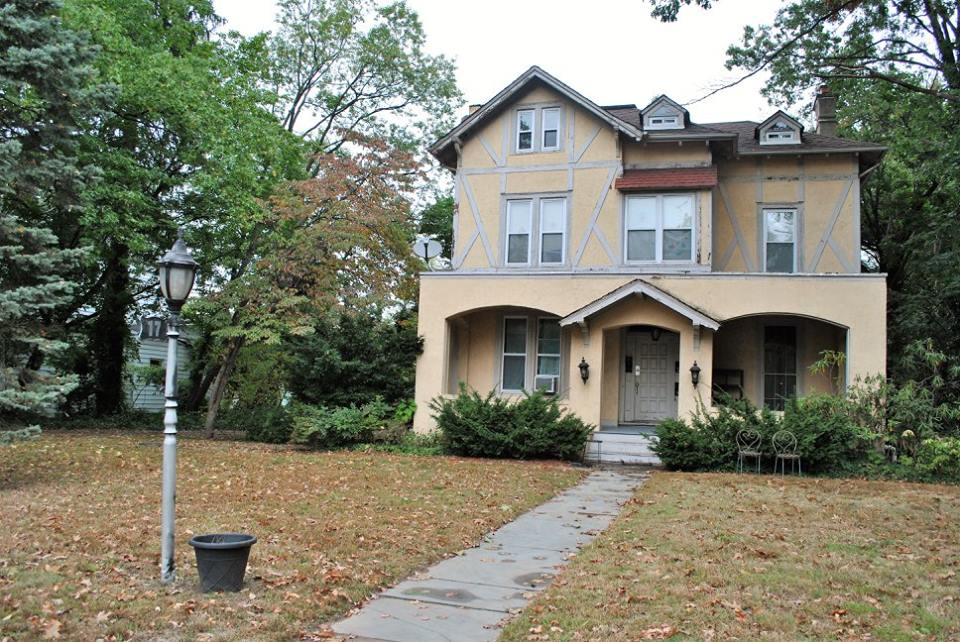
Blackwell und Cushiers Haus in Montclair

Elizabeth Cushier (* 25. November 1837 in New York City, Vereinigte Staaten; † 25. November 1931 in York, Maine, Vereinigte Staaten) war eine amerikanische Ärztin und Hochschullehrerin.  Sie lehrte am Women’s Medical College und war 25 Jahre lang Geburtshelferin in New York.

## Leben und Werk
Cushier war eines von elf Kindern und sie lebte in ihrer Kindheit mit ihrer Familie in New Jersey und in New York.  Ihre Ausbildung erfolgte in öffentlichen und privaten Schulen. 1872 absolvierte sie das Woman's Medical College der New Yorker Krankenstation für Frauen und Kinder. Sie studierte dann anderthalb Jahre an der Universität Zürich pathologische und normale Histologie, da dieses Forschungsgebiet in den Vereinigten Staaten zu der damaligen Zeit nicht für Frauen zugänglich war.
Cushier war an der New Yorker Krankenstation als Gynäkologin und Chirurgin beschäftigt und eine Kollegin der Ärztin Mary Corinna Putnam Jacobi. Sie schrieb Artikel für medizinische Fachzeitschriften und war Fakultätsmitglied am Women’s Medical College.
Ab 1882 lebte sie in New York City mit der Ärztin und Gynäkologin Emily Blackwell und einem irischen Mädchen Nanni zusammen, das 1871 von Emily Blackwell adoptiert worden war.  Cushier führte gemeinsam mit Blackwell eine private Arztpraxis in New York City.  Zu ihren Patienten gehörte Martha Carey Thomas, die zweite Präsidentin des Bryn Mawr College. Nachdem das Woman’s Medical College geschlossen worden war, gingen sie und Blackwell um 1900 in den Ruhestand. Sie reisten anderthalb Jahre nach Italien und Sizilien und verbrachten einen Sommer in Tirol. Danach lebten sie die nächsten Winter in ihrem Haus in Montclair (New Jersey) und im Sommer in ihrem Haus in der Nähe der York Cliffs, Maine, bis Blackwell 1910 starb.
Während des Ersten Weltkriegs meldete Cushier sich freiwillig beim Roten Kreuz für Hilfsdienste in Belgien und Frankreich. Sie starb an ihrem 94. Geburtstag.